# Asteri el Sofista
Asteri el Sofista —Ἀστέριος— (mort el 341 dc) fou un filòsof i teòleg arrià del que pocs dels seus escrits s'han pogut recuperar íntegrament. Podria haver estat alumne de Llucià d'Antioquia. S'han conservat fragments del seu Syntagmation a l'obra d'Atanasi i de Marcel d'Ancira.
Segons Hanson, havia apostatat durant la persecució de Dioclecià, i per això no fou mai nomenat prevere ni bisbe. Als fragments que s'han conservat de la seva obra, Asteri afirma que Crist fou el primer dels éssers creats per Déu Pare, i fou creat per un desbordament del seu propi poder abans de l'inici dels temps. Tanmateix, Déu Pare i Déu Fill, tot i ser diferents, estan sempre en perfecta harmonia i entesa entre ells, i per això es pot afirmar que són "un" (Jn 10:30). També afirmà que tots els epítets aplicats a Crist poden aplicar-se també a la humanitat.